# Castelo de Alfofra

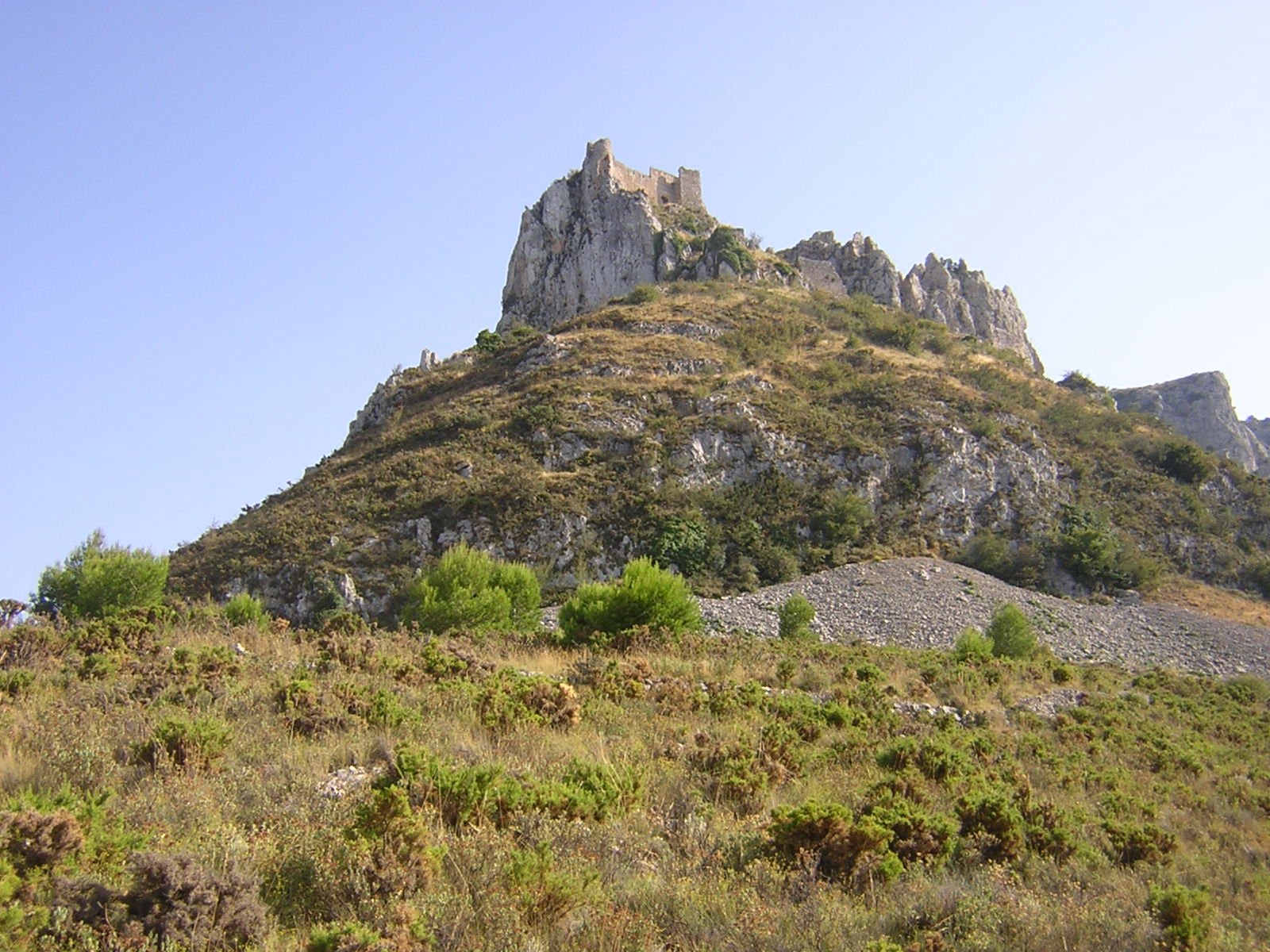
Castelo de Alfofra, Espanha.

O Castelo de Alfofra localiza-se município de Confrides, na província de Alicante, comunidade autónoma da Comunidade Valenciana, na Espanha.

## História
Erguido sobre uma escarpa rochosa, remonta a uma fortificação muçulmana, profundamente reformada após a Reconquista cristã da região.
Actualmente em ruínas, está protegido sob a Declaração genérica do Decreto de 22 de Abril de 1949, e da Lei 16/1985 sobre o Património Histórico Espanhol.

## Características
O seu recinto exterior compreendia, além das muralhas, duas torres, uma de planta quadrada, e outra, circular, alicerçadas na rocha.
O recinto interior, de maiores dimensões, era delimitado por uma muralha ameada, na qual se rasgava um portão em arco de volta perfeita. Estes muros eram reforçados por outras duas torres, também uma de planta quadrada e outra, circular.